# نوو کولون
نوو کولون (انگلیسی: Nuevo Colón)یک منطقه مسکونی در کشور کلمبیا است.